# Lasza Lomtadze
Lasza Lomtadze (gruz. ლაშა ლომთაძე; ur. 10 stycznia 1991) – gruziński zapaśnik startujący w stylu wolnym. Dziewiąty na igrzyskach europejskich w 2019. Piąty w Pucharze Świata w 2018 i siódmy w 2019. Trzeci na ME juniorów w 2009 roku.